# Burg Azilun
Die Burg Azilun ist eine abgegangene Spornburg in 884,3 m ü. NN Höhe auf dem Hausener Kapf, einem Ausläufer des Oberen Berges, einem Bergkegel nordwestlich der Stadt Burladingen im Zollernalbkreis in Baden-Württemberg.

## Geschichte
Die Burg wurde um 1100 unter Einbeziehung einer vorgeschichtlichen Anlage aus der späten Bronze- und frühen Keltenzeit erbaut und vor 1138 in der Zwiefalter Chronik mit der Niederschrift des Mönches Berthold „Otto von Urach gab mit seiner Gattin Tuticha eine halbe Hube in Burladingen, die Tutichas Bruder Konrad von Azilun wieder wegnahm“ erwähnt. Um 1200 wurde die Burg als Wohnsitz aufgegeben. Von der ehemaligen Burganlage, die über eine Kernburg, Zwinger, sowie einen südlichen und nördlichen Burggraben verfügte, sind noch geringe Kernmauerwerkreste, Wall- und Grabenreste erhalten.